# 新白沙沱长江大桥
新白沙沱长江大桥位于老白沙沱长江大桥下游130米处，是渝贵铁路（即重庆至贵阳铁路扩能改造工程）的关键控制性工程，全长5,320.334米，跨越长江白沙沱河段，南端位于江津区珞璜镇，北端位于大渡口区跳磴镇。大桥距离上游的地维长江大桥2.4公里，距离下游拟建的小南海水利枢纽2.44公里。
由于老桥的载重量小，通行时速不足60公里，已无法满足川黔铁路运力的需求；同时，桥位下游规划建设的小南海水利枢纽蓄水后，江面水位将会上涨，老桥与江面蓄水位的净高将不足25米，达不到通航标准，因此需要另建一座新桥。待新桥正式运行后，老桥将被爆破拆除。

## 设计
主桥为双层六线铁路钢桁梁斜拉桥，跨距布置为：81+162+432+162+81米，全长920.4米，其中上层为四线铁路客运专线，包括双线渝贵铁路客车线及预留双线渝长客运专线，设计时速200公里；下层为双线渝黔铁路货车线，设计时速120公里。大桥每延米的荷载重量达到35吨，而普通铁路桥每延米的荷载重量为16吨。该桥是世界上第一座六线铁路钢桁梁斜拉桥，也是世界上主跨最长及荷载最重的六线铁路钢桁梁斜拉桥，同时也是世界上第一座双层铁路钢桁梁斜拉桥。2015年完成大桥引桥部分，主桥于2016年8月竣工。2号塔高175.45米，3号塔高192.45米。全桥钢桁梁重达4.1万吨，斜拉索共224根，重达3,330吨。主桥和老线改造、引桥工程共19公里，总造价21亿元人民币。

## 建设进程
- 2013年7月13日，大桥3号墩施工平台正式建成。[9]
- 2014年6月30日，大桥3号墩承台首层混凝土浇筑完成。该承台平面尺寸为：长67.4米×宽31.3米，厚6.0米，共需钢筋1,740吨、C40混凝土17,245立方米。[10]
- 2015年12月30日，大桥主桥合龙[8]。
- 2018年1月25日，大桥随渝贵铁路开通运营[11]。
- 2019年4月24日，新白沙沱长江特大桥下层路轨启用，兴珞铁路改经由新桥过江[12]。